# CV35
Il CV35 ("Carro Veloce" 35), poi rinominato "L3-35" ("Leggero" 35), fu un carro armato leggero (in realtà per armamento e dimensioni, più un tankette) italiano utilizzato durante la seconda guerra mondiale, in molti fronti, tra i quali in Albania, Grecia, Libia, e durante altri conflitti, come la guerra civile spagnola, i conflitti coloniali italiani e la seconda guerra sino-giapponese.

## Sviluppo
L'L3-35 fu sviluppato sulla base del precedente L3-33, a sua volta derivato dallo sviluppo del carro leggero inglese Carden-Loyd Mk VI tankette, importato in Italia nel 1929.
Il primo modello derivato dal carro inglese fu denominato CV-29 ("Carro Veloce" 29 - come l'anno di produzione 1929) costruito in 21 esemplari.
- L3-33

Fu il primo modello definitivo del carro, costruito congiuntamente da Fiat e Ansaldo che entrò in servizio già nel 1934 durante il Referendum nella Saar con funzioni di ordine pubblico.
Fu prodotto in circa 300 esemplari.
- L3-35

Nel 1936 fu iniziata la produzione del modello aggiornato, il CV-35, con differenze rilevabili nella corazzatura, fissata con dei rivetti anziché solo saldata, e l'unica mitragliatrice FIAT-Revelli Mod. 1914 da 6,5 mm che era montata sul modello precedente, fu sostituita con due mitragliatrici Fiat Mod. 14/35 da 8 mm.
Molti CV-33 sono stati adattati per soddisfare le specifiche del CV-35.
Nel 1938, i veicoli sono stati rinominata come L3/33 ("L" per Leggero) e L3/35. Su alcuni mezzi fu installato un fucile anticarro Solothurn S-18/1000 da 20mm
- L3-38

Fu introdotto nel 1938, non molti di questi veicoli furono costruiti o entrati in servizio. Le innovazioni furono l'introduzione di una sospensione a barra di torsione e la presenza in molti esemplari di una mitragliatrice pesante Breda Mod.31

## Storia e tecnica

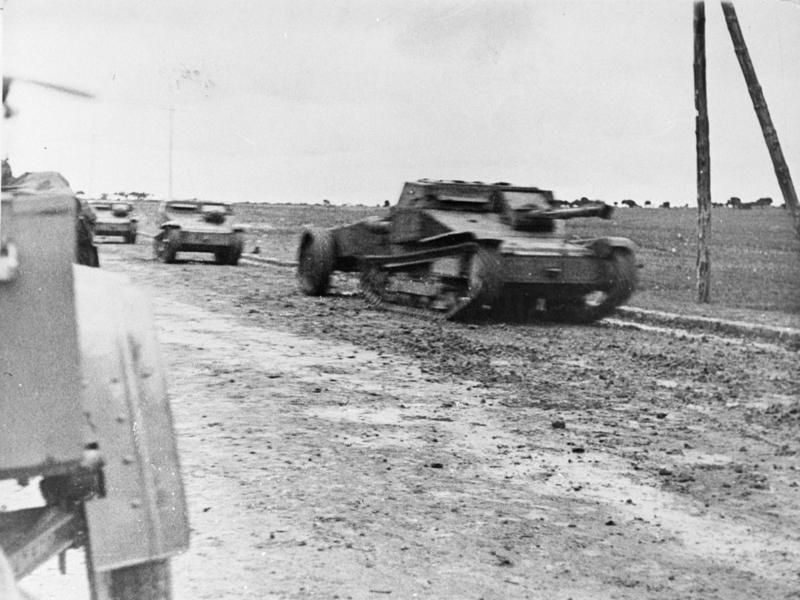
Carro L3-35Lf in azione durante la Battaglia di Guadalajara.

Il Regio Esercito nel 1935 fece un ordine di circa 1300 CV-35, molti dei quali destinati all'esportazione in vari paesi.
tecnicamente questi carri non erano dotati di una vera e propria torretta girevole, bensì delle piastre saldate in rialzo rispetto al profilo del carro, a protezione del mitragliere.
Questi, che era anche il comandante del veicolo, sedeva sulla sinistra e il conducente sedeva a destra. Il motore era montato trasversalmente nella parte posteriore, con il radiatore circolare montato dietro il motore; la trazione era anteriore.
Furono prodotti all'incirca 2.000/2.500 esemplari di carro leggero L3 nelle varie versioni, molti utilizzati dal regio Esercito, ma anche da altri eserciti, 20 carri L3/33 furono venduti alla Cina.
Un numero imprecisato di tankette L3 sono stati venduti all'Afghanistan, Albania, 72 furono venduti all'Austria, 14 alla Bolivia, e poi Brasile (23), Bulgaria (14), Croazia (10), Ungheria (65), Iraq (16), Spagna nazionalista. Molti acquirenti esteri utilizzarono altri modelli di mitragliatrici quali armamento principale. Per esempio gli ungheresi montarono una Gebauer 1934/37.M binata.
Date le scarse doti del carro in scontri all'aperto con i suoi simili meglio armati e corazzati, fu rilegato spesso a ruoli di ordine pubblico e polizia nei campi di prigionia, molti acquirenti stranieri inoltre sostituirono le mitragliatrici Fiat, altri intervennero sulla struttura del carro, come l'esercito ungherese che aggiunse una cupola di protezione.

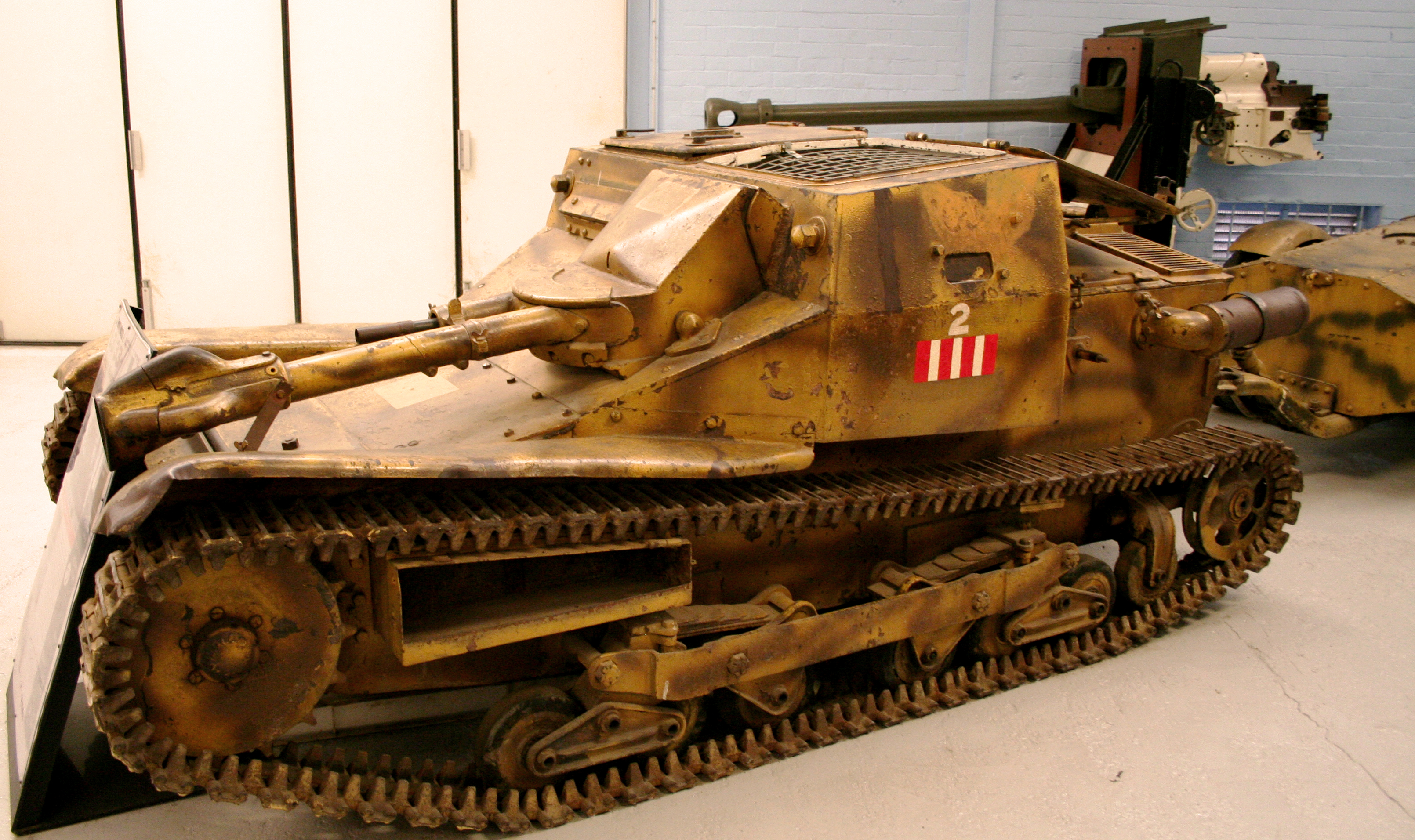
Carro leggero L3/35Lf al Bovington Tank Museum

Data la capacità del carro di trainare rimorchi per munizioni, i CV-35 furono impiegati anche nella versione lanciafiamme in principio con l'acronimo "L35/Lf" e in un secondo tempo come L3/35Lf dove "Lf" stava appunto per "Lanciafiamme".
Il carro poteva trainare in un rimorchio circa 500 kg di petrolio gelatinoso napalm, che veniva pompato al lanciafiamme alloggiato al centro della sovrastruttura.
Questa idea, in seguito, fu copiata dagli inglesi, che utilizzarono lo stesso sistema durante lo sbarco in Normandia con i loro giganteschi "Crocodile", la versione lanciafiamme del Mk IV Churchill
L'8 agosto 1937, il maggiore generale García Pallasar ricevette una nota dal Generalissimo Francisco Franco, in cui esprimeva la necessità di armare i Panzer I con un cannone da 20 mm, per contrastare meglio i carri sovietici.
La scelta ricadde sui cannoni da 20 mm dell'italiana Breda, a causa della semplicità del progetto rispetto al concorrente FlaK 30.
Inoltre, il Breda da 20 mm era in grado di perforare 40 mm di acciaio a 250 metri di distanza e ciò era più che sufficiente per penetrare la corazza frontale dei carri T-26 forniti ai repubblicani dai sovietici.
Prototipi erano pronti da settembre 1937 un ordine fu eseguito, ma successivamente con la cattura di alcuni T-26, e il fatto che il Breda non era particolarmente gradito dagli equipaggi tedeschi, la fornitura fu molto esigua e l'esercito di Franco continuò ad usare i Panzer I senza cannone Breda.
Più tardi, gli italiani montarono su alcuni carri armati L3 dei cannoni da 20 mm come funzione anticarro, denominando tali carri con la variante L3-35cc ("controcarro").
(Sul filmato Istituto Luce Cinecittà dal titolo "Episodi dell'offensiva italo-tedesca sul Fronte di Sollum" al 54"-59" si può notare un primo piano di un carro L3 CC con Fucilone "S" Solothurn da 20 mm montato al posto delle mitragliatrici.)

## Impiego operativo
Oltre che essere impiegato durante le guerre coloniali italiane in Etiopia, durante la seconda guerra sino-giapponese, la Guerra civile spagnola, la guerra slovacco-ungherese, e la guerra anglo-irachena, il carro "L3" fu utilizzato quasi ovunque dalle truppe italiane che combatterono durante la seconda guerra mondiale.
Esemplari in buone condizioni e fuori combattimento di L3 furono trovati sul confine italo-francese, durante l'occupazione italiana del sud-est della Francia svolgevano ruoli di polizia, in Nord Africa, in Africa Orientale, nei Balcani, in URSS durante la Campagna di Russia, in Sicilia, e in tutto il resto della penisola.

### Tra le due guerre
Già durante il periodo tra le due guerre i carri L3 dimostrarono la loro pochezza tecnica, in almeno due occasioni durante l'invasione italiana dell'Etiopia, i carri leggeri L3 furono messi fuori combattimento da massicci attacchi di fanteria etiope.
In Spagna, durante la guerra civile gli L3 del Corpo Truppe Volontarie (CTV) erano in netta difficoltà a confronto dei T-26 e BT-5 russi.
Altra fortuna ebbero i carri ungheresi, le forze slovacche non furono mai in grado di opporre una adeguata resistenza agli L3.

### Seconda guerra mondiale
Il 10 giugno 1940,  l'Italia dichiarò guerra alla Francia, con il Regio Esercito Italiano in possesso solo di un centinaio di carri armati medi M11/39 divisi tra due battaglioni corazzati. Gli L3 nonostante fossero inefficaci e obsoleti, erano ancora in dotazione a tutte le divisioni corazzate italiane, alle divisioni motorizzate, e agli squadroni "Celere".

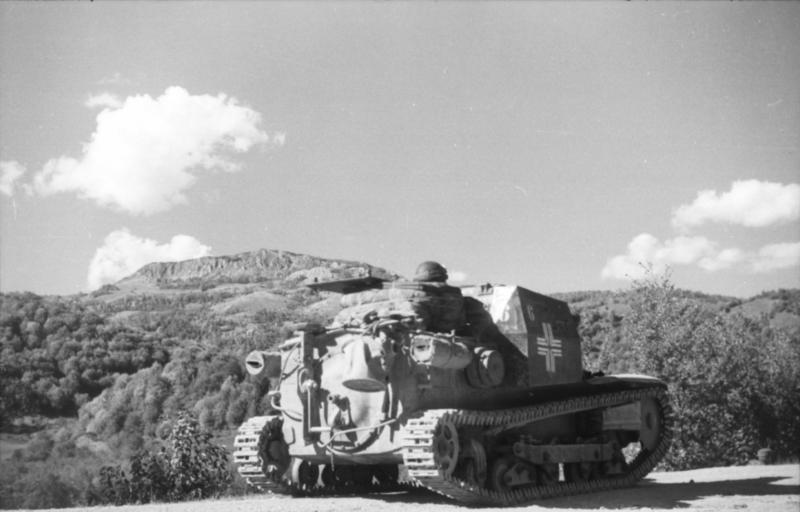
L3-35 in Albania nel 1941

Oltre 40 carri L3/33-35 furono catturati dall'esercito greco tra il 1940-'41 ed altri furono preda di guerra in Jugoslavia nel 1941.
Dal 1941, alcuni L3/35 furono venduti al governo "fantoccio" croato (Hrvatska Nezavisna Država, o NDH),
anche se i tankette italiani dimostrarono subito la loro inadeguatezza e il loro scarso valore tattico in prima linea a causa dell'autonomia limitata e della corazzatura irrisoria.
Ciò non significa che gli L3 fossero totalmente inutili; lo stesso generale Babini, comandante delle forze corazzate italiane in Spagna nel periodo 1937-'39 (che comprendevano fra gli altri 149 carri L3 delle varie versioni), scrisse nella relazione al Comando supremo militare italiano che l'L3 dal punto di vista meccanico aveva i suoi difetti (come l'avviamento a manovella, il pericolo di rovesciamento, scarso armamento, autonomia e protezione), ma anche che "aveva vinto le sue battaglie" ed "aveva assolto pienamente al proprio rendimento tattico"; cioè considerandolo buono come mezzo da ricognizione e non come carro di rottura, ruolo quest'ultimo per il quale era palesemente inadeguato, anche con la provvisoria installazione di mitragliere Breda 20/65 Mod. 1935 da 20 mm o fuciloni controcarro Solothurn pure da 20 mm (in grado di perforare 40 mm a 500 m, quindi più che sufficienti a perforare le corazzature dei T-26 russi, il nerbo delle forze blindate della repubblica spagnola).
Dopo l'armistizio dell'8 settembre 1943, molti L3 sono stati utilizzati dalla Wehrmacht e dall'Esercito Nazionale Repubblicano della Repubblica Sociale Italiana (RSI), dove fu riscoperta l'efficacia di questo piccolo mezzo in funzione antipartigiana sugli stretti sentieri alpini ed appenninici.

## Esemplari superstiti
Sono attualmente conservati 31 esemplari dell' L3/35 (di cui 2 lanciafiamme) e 4 della versione modificata L3/38. Gli esemplari indicati in neretto sono meccanicamente funzionanti:

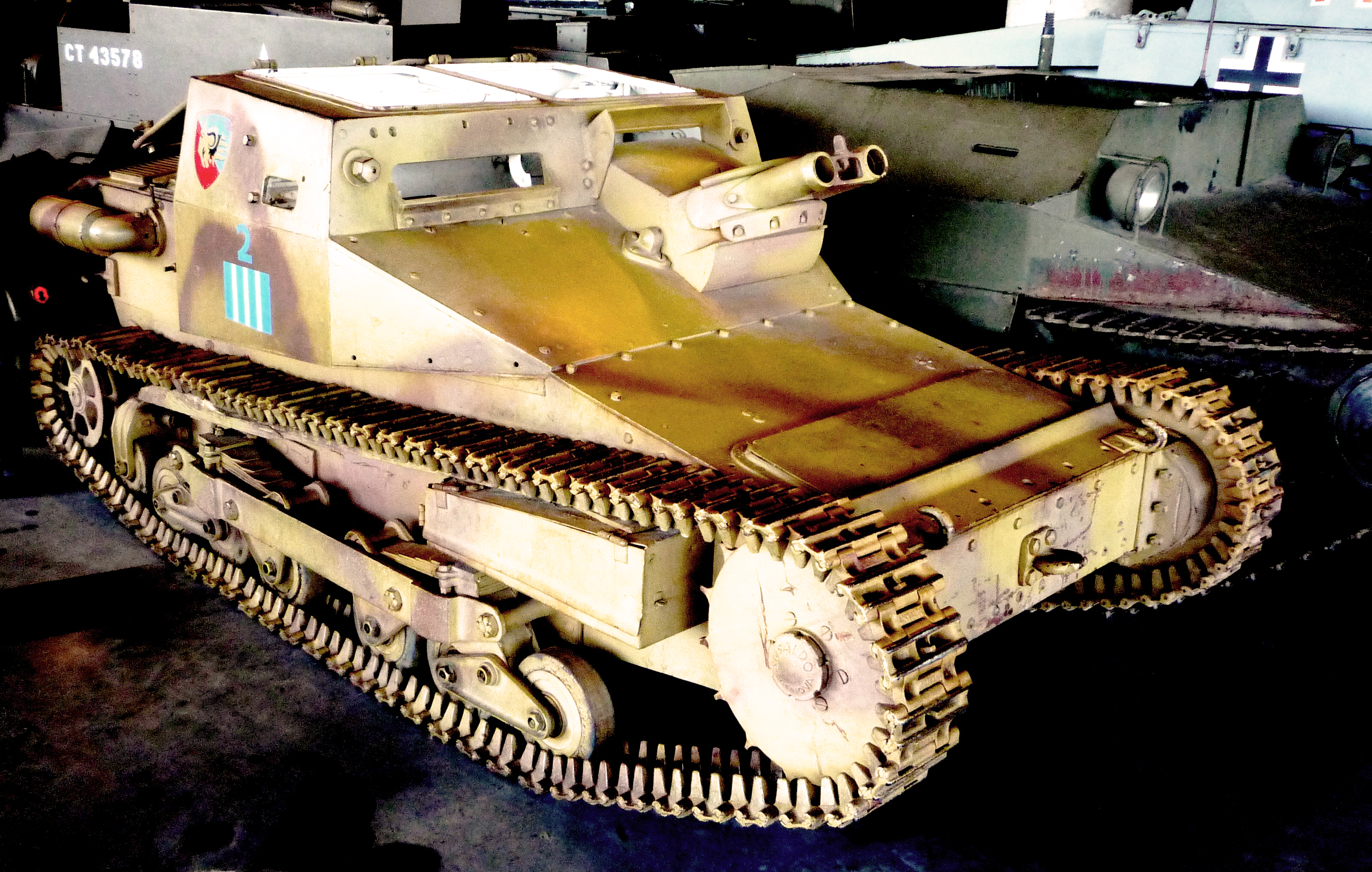
CV-33 al Canadian War Museum a Ottawa.

- L3/35 (due esemplari) - Museo storico dell'Arma di cavalleria (Pinerolo)
- L3/35 - Caserma "de Carli" - 132º Reggimento Carri (Cordenons)
- L3/35 - Caserma "Mittica" - Reparto Comando e Supporti Tattici "Ariete" (Pordenone)
- L3/35 (due esemplari) - Caserma "Zappalà" - Scuola di cavalleria dell'Esercito Italiano (Lecce)
- L3/35 - Caserma "Beraudo di Pralorno" - Reggimento "Savoia Cavalleria" (3º) (Grosseto)
- L3/35 - Caserma "Becchi" - Scuola di Fanteria (Cesano di Roma)
- L3/35 - Caserma "Cascino" - Reggimento "Lancieri di Aosta" (6º) (Palermo)
- L3/35 - Caserma "Durli" - Reggimento "Genova Cavalleria" (4º) (Palmanova)
- L3/35 - Collezione privata Sig. Fabio Teméroli (Repubblica di San Marino)
- L3/35 - Museo de Medios Acorazados del Ejército de Tierra (El Goloso - Madrid, Spagna)
- L3/35 - Tehnicki Muzej[5] (Zagabria, Croazia)
- L3/35 - Vojni Muzej[6] (Kalemegdan-Belgrado, Serbia)
- L3/35 - Museum of Military History (Johannesburg, Sud Africa)
- L3/35 - Museo militare - (Sana'a, Yemen)
- L3/35 - Accademia aerea di Tikrit "Majid al-Tamimi" (Tikrit, Iraq)
- L3/35 - Associazione Museale "Walter Rama" (Rivoli Veronese)[7]
- L3/35 (due esemplari) - Deposito rottami militari (Kabul, Afghanistan)[8]
- L3/35 - Kabul Military Training Center (Kabul, Afghanistan)
- L3/35 - Scuola di Polizia Militare dell'Esercito nazionale dell'Afghanistan (Pul-e-Charkhi, Afghanistan)
- L3/35 - Museo Militare della Rivoluzione del Popolo Cinese (Pechino, Cina)
- L3/35 - Escola de Material Bélico dell'Esercito Brasiliano (Vila Militar-Rio de Janeiro, Brasile)
- L3/35 - Museu Histórico do Exército "Conde de Linhares" (São Cristóvão-Rio de Janeiro, Brasile)
- L3/35 (due esemplari) - Caserma "Campinho" - 15° Regimento de Cavaleria Mecanizada "General Pitaluga" (Rio de Janeiro, Brasile)
- L3/35 - Academia Militar das Aghulas Negras (Recife, Brasile)
- 35M (L3/35 modificato ungherese) - Museo dei mezzi corazzati (Kubinka, Russia)
- L3/35 Lanciafiamme - Museo di guerra per la pace Diego de Henriquez (Trieste)
- L3/35 Lanciafiamme (versione con rimorchio) - The Tank Museum (Bovington, Gran Bretagna)
- L3/38 - Caserma "Mara" - Comando NATO Rapid Deployable Corps - Italy (Solbiate Olona)
- L3/38 - Museo storico della motorizzazione militare (Roma-Cecchignola)
- L3/38 - Caserma "Pisano" - 3º Reggimento bersaglieri (Teulada)
- L3/38 - Collezione privata Sig. Fabio Teméroli (Repubblica di San Marino)